# Gran Premio d'Austria 2001
Il Gran Premio d'Austria 2001 è stato un Gran Premio di Formula 1 disputato il 13 maggio 2001 sul circuito A1-Ring di Zeltweg. La gara fu vinta da David Coulthard su McLaren, davanti a Michael Schumacher e Rubens Barrichello su Ferrari.

## Vigilia

### Aspetti sportivi
Il direttore tecnico della Minardi, Gustav Brunner, lasciò la scuderia italiana nella settimana precedente il Gran Premio. Il tecnico fu ingaggiato dalla Toyota, che lo nominò direttore tecnico del proprio team di Formula 1, il cui debutto sarebbe avvenuto nella stagione successiva.

### Aspetti tecnici
La Williams fu costretta a modificare il diffusore delle proprie monoposto, ritenuto irregolare dalla FIA in seguito alle proteste dei team rivali nel precedente Gran Premio di Spagna. La scuderia inglese, che non aveva adottato il controllo di trazione per problemi di affidabilità nel Gran Premio precedente, lo introdusse in questa occasione. La Ferrari portò in pista diversi affinamenti aerodinamici, oltre a due nuovi alettoni posteriori, uno con due e uno con tre profili: in gara fu utilizzato il primo modello. La Honda fornì a Jordan e BAR una nuova versione del proprio propulsore, che non fu utilizzata in gara dal solo Panis.

## Prove libere

### Risultati
Nella prima sessione di prove di venerdì i risultati furono i seguenti:
| Pos | No | Pilota             | Costruttore        | Tempo    |
| --- | -- | ------------------ | ------------------ | -------- |
| 1   | 3  | Mika Häkkinen      | McLaren - Mercedes | 1'11"751 |
| 2   | 4  | David Coulthard    | McLaren - Mercedes | 1'12"036 |
| 3   | 1  | Michael Schumacher | Ferrari            | 1'12"222 |

Nella seconda sessione di prove di venerdì i risultati furono i seguenti:
| Pos | No | Pilota             | Costruttore        | Tempo    |
| --- | -- | ------------------ | ------------------ | -------- |
| 1   | 4  | David Coulthard    | McLaren - Mercedes | 1'11"245 |
| 2   | 3  | Mika Häkkinen      | McLaren - Mercedes | 1'11"272 |
| 3   | 1  | Michael Schumacher | Ferrari            | 1'11"401 |

Nella sessione di prove libere di sabato mattina i risultati furono i seguenti:
| Pos | No | Pilota             | Costruttore        | Tempo    |
| --- | -- | ------------------ | ------------------ | -------- |
| 1   | 4  | David Coulthard    | McLaren - Mercedes | 1'10"010 |
| 2   | 2  | Rubens Barrichello | Ferrari            | 1'10"039 |
| 3   | 1  | Michael Schumacher | Ferrari            | 1'10"103 |

## Qualifiche

### Resoconto
Michael Schumacher ottenne la quinta pole position su sei gare, battendo di poco più di un decimo Montoya, alla guida di una Williams piuttosto competitiva sul breve e veloce tracciato austriaco. In terza posizione si piazzò Ralf Schumacher, davanti a Barrichello, Trulli e Heidfeld. Coulthard e Häkkinen, non soddisfatti dell'assetto delle loro McLaren, fecero segnare solo il settimo e l'ottavo tempo, precedendo Räikkönen e Panis. In fondo alla griglia Alonso riuscì per la terza volta consecutiva a piazzarsi in diciottesima posizione, ancora una volta davanti ad entrambe le Benetton.

### Risultati
| Pos | No | Pilota                | Costruttore        | Pneumatici | Tempo    | Distacco |
| --- | -- | --------------------- | ------------------ | ---------- | -------- | -------- |
| 1   | 1  | Michael Schumacher    | Ferrari            | B          | 1'09"562 |          |
| 2   | 6  | Juan Pablo Montoya    | Williams - BMW     | M          | 1'09"686 | +0"124   |
| 3   | 5  | Ralf Schumacher       | Williams - BMW     | M          | 1'09"769 | +0"207   |
| 4   | 2  | Rubens Barrichello    | Ferrari            | B          | 1'09"786 | +0"224   |
| 5   | 12 | Jarno Trulli          | Jordan - Honda     | B          | 1'10"202 | +0"640   |
| 6   | 16 | Nick Heidfeld         | Sauber - Petronas  | B          | 1'10"211 | +0"649   |
| 7   | 4  | David Coulthard       | McLaren - Mercedes | B          | 1'10"331 | +0"759   |
| 8   | 3  | Mika Häkkinen         | McLaren - Mercedes | B          | 1'10"342 | +0"780   |
| 9   | 17 | Kimi Räikkönen        | Sauber - Petronas  | B          | 1'10"396 | +0"834   |
| 10  | 9  | Olivier Panis         | BAR - Honda        | B          | 1'10"435 | +0"873   |
| 11  | 11 | Heinz-Harald Frentzen | Jordan - Honda     | B          | 1'10"923 | +1"361   |
| 12  | 10 | Jacques Villeneuve    | BAR - Honda        | B          | 1'11"058 | +1"496   |
| 13  | 18 | Eddie Irvine          | Jaguar - Ford      | M          | 1'11"632 | +2"070   |
| 14  | 19 | Pedro de la Rosa      | Jaguar - Ford      | M          | 1'11"752 | +2"190   |
| 15  | 15 | Enrique Bernoldi      | Arrows - Asiatech  | B          | 1'11"823 | +2"261   |
| 16  | 14 | Jos Verstappen        | Arrows - Asiatech  | B          | 1'12"187 | +2"625   |
| 17  | 23 | Luciano Burti         | Prost - Acer       | M          | 1'12"206 | +2"644   |
| 18  | 21 | Fernando Alonso       | Minardi - European | M          | 1'12"640 | +3"078   |
| 19  | 7  | Giancarlo Fisichella  | Benetton - Renault | M          | 1'12"644 | +3"082   |
| 20  | 22 | Jean Alesi            | Prost - Acer       | M          | 1'12"910 | +3"348   |
| 21  | 8  | Jenson Button         | Benetton - Renault | M          | 1'13"459 | +3"897   |
| 22  | 20 | Tarso Marques         | Minardi - European | M          | 1'13"585 | +4"023   |

## Warm-up

### Risultati
I tempi migliori fatti segnare nel warm-up di domenica mattina furono i seguenti:
| Pos | No | Pilota                | Costruttore        | Tempo    |
| --- | -- | --------------------- | ------------------ | -------- |
| 1   | 3  | Mika Häkkinen         | McLaren - Mercedes | 1'11"647 |
| 2   | 4  | David Coulthard       | McLaren - Mercedes | 1'11"765 |
| 3   | 11 | Heinz-Harald Frentzen | Jordan - Honda     | 1'11"800 |

## Gara

### Resoconto
Alla partenza rimasero ferme sullo schieramento ben quattro vetture: le due Jordan di Trulli e Frentzen, la McLaren di Häkkinen e la Sauber di Heidfeld. Trulli e Heidfeld ripartirono dalla corsia dei box, sebbene piuttosto attardati, ma il pilota italiano uscì dalla pit lane con il semaforo rosso e fu squalificato. Frentzen e Häkkinen, traditi rispettivamente dal cambio e dalla frizione, furono invece costretti immediatamente al ritiro.
In testa alla corsa sia Montoya che Ralf Schumacher sopravanzarono Michael Schumacher, prendendo il comando davanti al pilota tedesco della Ferrari e a Barrichello, Coulthard, Irvine e Verstappen. Quest'ultimo, favorito dalla minore quantità di benzina a bordo rispetto ai rivali, sopravanzò Irvine e Coulthard, inserendosi alle spalle delle Ferrari. Al decimo giro Ralf Schumacher si ritirò per problemi ai freni. Il fratello cominciò ad avvicinarsi a Montoya, in crisi per via dell'accentuata usura degli pneumatici: al sedicesimo passaggio Schumacher tentò di sopravanzare il rivale, ma Montoya ritardò eccessivamente la frenata ed entrambi finirono nella via di fuga, rientrando in pista in sesta e settima posizione. Al comando della gara passò quindi Barrichello, seguito da Verstappen, Coulthard, Räikkönen e Panis.
Al 23º giro il pilota olandese della Arrows, partito con una strategia a due soste, si fermò ai box, dando via libera a Coulthard. Alle spalle dello scozzese Schumacher sopravanzò sia Panis che Räikkönen, portandosi in terza posizione. Il pilota francese fu superato anche da Montoya, che però si ritirò al 41º giro per un problema all'impianto idraulico. Nel frattempo cominciarono le soste ai box: Schumacher effettuò il suo unico rifornimento al 46º passaggio, imitato da Räikkönen e, nella tornata seguente, da Barrichello. Coulthard rimase in pista per altri tre giri, durante i quali fece segnare il giro più veloce. Il pilota scozzese rifornì alla cinquantesima tornata, tornando in gara in prima posizione. Nel finale della corsa Schumacher si avvicinò a Barrichello, al quale fu più volte richiesto via radio di far passare il compagno di squadra: il pilota brasiliano eseguì polemicamente l'ordine all'ultima curva, tagliando il traguardo in terza posizione. Räikkönen conquistò il quarto posto davanti a Panis e Verstappen.

### Risultati
| Pos          | No | Pilota                | Costruttore        | Pneumatici | Giri | Tempo/Ritiro e posizione al ritiro | Partenza | Punti |
| ------------ | -- | --------------------- | ------------------ | ---------- | ---- | ---------------------------------- | -------- | ----- |
| 1            | 4  | David Coulthard       | McLaren - Mercedes | B          | 71   | 1h27'45"927                        | 7        | 10    |
| 2            | 1  | Michael Schumacher    | Ferrari            | B          | 71   | +2"190                             | 1        | 6     |
| 3            | 2  | Rubens Barrichello    | Ferrari            | B          | 71   | +2"527                             | 4        | 4     |
| 4            | 17 | Kimi Räikkönen        | Sauber - Petronas  | B          | 71   | +41"593                            | 9        | 3     |
| 5            | 9  | Olivier Panis         | BAR - Honda        | B          | 71   | +53"775                            | 10       | 2     |
| 6            | 14 | Jos Verstappen        | Arrows - Asiatech  | B          | 70   | +1 giro                            | 16       | 1     |
| 7            | 18 | Eddie Irvine          | Jaguar - Ford      | M          | 70   | +1 giro                            | 13       |       |
| 8            | 10 | Jacques Villeneuve    | BAR - Honda        | B          | 70   | + 1 giro                           | 12       |       |
| 9            | 16 | Nick Heidfeld         | Sauber - Petronas  | B          | 69   | + 2 giri                           | 6        |       |
| 10           | 22 | Jean Alesi            | Prost - Acer       | M          | 69   | + 2 giri                           | 20       |       |
| 11           | 23 | Luciano Burti         | Prost - Acer       | M          | 69   | + 2 giri                           | 17       |       |
| Ritirato     | 8  | Jenson Button         | Benetton - Renault | M          | 60   | Motore (12°)                       | 21       |       |
| Ritirato     | 19 | Pedro de la Rosa      | Jaguar - Ford      | M          | 48   | Semiasse (12°)                     | 14       |       |
| Ritirato     | 6  | Juan Pablo Montoya    | Williams - BMW     | M          | 41   | Impianto idraulico (5°)            | 2        |       |
| Ritirato     | 21 | Fernando Alonso       | Minardi - European | M          | 38   | Trasmissione (15°)                 | 18       |       |
| Ritirato     | 20 | Tarso Marques         | Minardi - European | M          | 25   | Trasmissione (16°)                 | 22       |       |
| Ritirato     | 15 | Enrique Bernoldi      | Arrows - Asiatech  | B          | 17   | Impianto idraulico (8°)            | 15       |       |
| Ritirato     | 5  | Ralf Schumacher       | Williams - BMW     | M          | 10   | Freni (2°)                         | 3        |       |
| Ritirato     | 7  | Giancarlo Fisichella  | Benetton - Renault | M          | 3    | Motore (17°)                       | 19       |       |
| Ritirato     | 3  | Mika Häkkinen         | McLaren - Mercedes | B          | 1    | Elettronica (21°)                  | 8        |       |
| Ritirato     | 11 | Heinz-Harald Frentzen | Jordan - Honda     | B          | 0    | Elettronica                        | 11       |       |
| Squalificato | 12 | Jarno Trulli          | Jordan - Honda     | B          | 14   |                                    | 5        |       |

## Polemiche dopo la gara
Dopo l'ordine di squadra ricevuto a poche tornate dal termine, Rubens Barrichello si espresse in modo piuttosto polemico nei confronti della sua squadra. Una situazione simile e decisamente più grave l'anno seguente, sempre sull'A1-Ring, avrebbe poi portato alla proibizione degli ordini di scuderia.
Dopo la gara la BAR protestò a lungo per un presunto doppiaggio effettuato da Kimi Räikkönen su Luciano Burti in regime di bandiere gialle: i commissari di gara, però, assolsero il pilota finlandese.

## Classifiche

### Piloti
| Pos. | Pilota                | Punti |
| ---- | --------------------- | ----- |
| 1    | Michael Schumacher    | 42    |
| 2    | David Coulthard       | 38    |
| 3    | Rubens Barrichello    | 18    |
| 4    | Ralf Schumacher       | 12    |
| 5    | Nick Heidfeld         | 8     |
| 6    | Jarno Trulli          | 7     |
| 7    | Juan Pablo Montoya    | 6     |
| 7    | Heinz-Harald Frentzen | 6     |
| 9    | Olivier Panis         | 5     |
| 10   | Jacques Villeneuve    | 4     |
| 10   | Mika Häkkinen         | 4     |
| 10   | Kimi Räikkönen        | 4     |
| 13   | Giancarlo Fisichella  | 1     |
| 13   | Jos Verstappen        | 1     |

### Costruttori
| Pos. | Team               | Punti |
| ---- | ------------------ | ----- |
| 1    | Ferrari            | 60    |
| 2    | McLaren - Mercedes | 42    |
| 3    | Williams - BMW     | 18    |
| 4    | Jordan - Honda     | 13    |
| 5    | Sauber - Petronas  | 12    |
| 6    | BAR - Honda        | 9     |
| 7    | Benetton - Renault | 1     |
| 7    | Arrows - Asiatech  | 1     |